# Víťaz
Víťaz este o comună slovacă, aflată în districtul Prešov din regiunea Prešov. Localitatea se află la altitudinea de 505 m deasupra n.m., se întinde pe o suprafață de 19,3 km2 și în 2017 număra 2.023 de locuitori.

## Istoric
Localitatea Víťaz este atestată documentar din 1272.

## Demografie
| An:                | 1994 | 2004   | 2014   | 2024   |
| ------------------ | ---- | ------ | ------ | ------ |
| Număr de persoane: | 1768 | 1937   | 2056   | 2040   |
| Diferență:         |      | +9,55% | +6,14% | −0,77% |

| An:                | 2023 | 2024   |
| ------------------ | ---- | ------ |
| Număr de persoane: | 2018 | 2040   |
| Diferență:         |      | +1,09% |